# Гра без нічиєї
«Гра без нічиєї» (груз. «Ukaimo tamashi») — радянський чорно-білий художній фільм, шпигунський детектив, знятий в 1966 році режисером Юрієм Кавтарадзе.

## Сюжет
Радянські прикордонники затримують підозрілу людину. Він називає себе заблукалим археологом. Але прикордонників насторожують радіопередавач і код, наявні при ньому. Справа передається в КДБ. Його завдання — вистежити і знешкодити резидента іноземної розвідки. На зв'язок з цим резидентом і йшов затриманий…

## У ролях
- Григорій Ткабладзе — Леван Олександрович, полковник
- Волдемар Акуратерс — затриманий, «археолог»
- Гіулі Чохонелідзе — майор
- Імеда Кахіані — капітан
- Тенгіз Даушвілі — лейтенант
- Мара Кавтарадзе — Натела
- Мегі Кежерадзе — Ліка
- Лія Гудадзе — Далі
- Георгій Габелашвілі — керівник секретної операції
- Давид Абашидзе — помічник капітана
- Альфред Віденієкс — Кулл
- Шалва Гедеванішвілі — нумізмат
- Роберт Лігерс — Долфін
- Тристан Квелаїдзе — Резо
- Борис Ципурія — директор магазину
- Анатолій Сміранін — Бернард, професор
- Георгій Матарадзе — епізод
- Дудухана Церодзе — епізод
- Грігол Цитайшвілі — епізод
- Імеда Кахіані — епізод

## Знімальна група
- Автори сценарію: Леван Алексідзе,  Костянтин Ісаєв,  Юрій Кавтарадзе
- Режисер:  Юрій Кавтарадзе
- Оператор:  Дудар Маргієв
- Художник:  Дмитро Такайшвілі
- Композитор:  Костянтин Певзнер